# Kapelhof

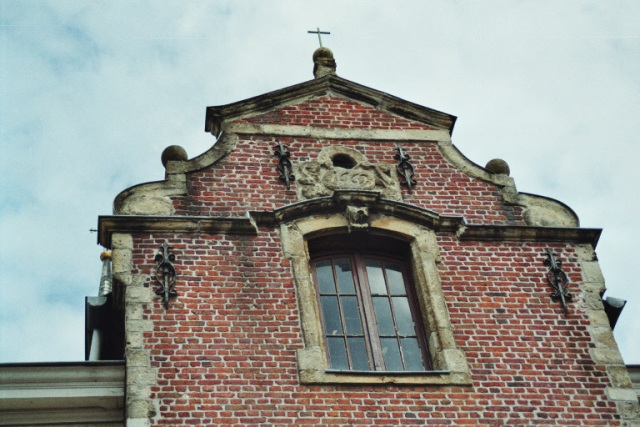
Topgevel Kapelhof

De Kapelhof is een voormalig klooster in de Oost-Vlaamse plaats Zele, gelegen aan Kouterstraat 108.

## Geschiedenis
Achter de enige jaren eerder opgerichte Kouterkapel werd in 1665 een herenhuis gebouwd dat het Capelle-huys en later Kapelhof werd genoemd. Vanaf 1676 woonden hier zusters die onderwijs gaven en de kapel beheerden. In 1789 werden zij door de revolutionairen verdreven en werden kapel en Kapelhof openbaar verkocht. Ene Paul Rooms kocht de goederen en in 1801 kwamen deze weer aan de pastoor.
In 1811 kwamen vier zusters van de Congregatie van Onze-Lieve-Vrouw uit Namen in Zele aan. Zij beheerden de kapel en stichtten een meisjesschool. Hierbij behoorde ook een bewaarschool, een kantschool en een werkschool voor armere meisjes en een internaat met lager en middelbaar onderwijs voor de bemiddelde klasse.
In de loop van de 19e eeuw werden er diverse lokalen bijgebouwd en in 1875 werd ook een kloosterkapel gebouwd die aan Onze-Lieve-Vrouw Onbevlekt Ontvangen was gewijd. Ook gedurende de eerste helft van de 20e eeuw werden allerlei lokalen bijgebouwd, soms in neogotische stijl. In de 2e helft van de 20e eeuw werden veel gebouwen gesloopt en door modernere vervangen.

## Kapelhof
De Kapelhof is een symmetrisch herenhuis in barokstijl met een iets vooruitspringend middenrisaliet. Dit heeft een in- en uitgezwenkte topgevel die bekroond wordt door een driehoekig fronton.
Het interieur werd in de 19e eeuw omgevormd tot een schoolfunctie.

## Complex
De Kapelhof, ooit een vrijstaand huis, werd verbonden met later bijgebouwde schoolgebouwen. Hieronder vallen twee 19e eeuwse uitbreidingen. Ook is er een ommegang, bestaande uit een zevental bakstenen kapelletjes die de smarten van Maria verbeelden.
De kloosterkapel van 1875 is in neoclassicistische stijl. Deze kapel werd later als vergaderzaal ingericht waarbij het oorspronkelijke kerkmeubilair goeddeels verdween.